# Alcantara (Romblon)
Pour les articles homonymes, voir Alcantara.
Alcantara est une localité de la province de Romblon, aux Philippines. En 2015, elle compte 16 351 habitants.